# How I Met Your Mother (8.ª temporada)
A oitava temporada da série de comédia televisiva americana How I Met Your Mother foi anunciada em março de 2011, juntamente com a confirmação da sétima temporada. A temporada estreou em 24 de setembro de 2012 e concluída em 13 de maio de 2013.
Consiste em 24 episódios, cada um com aproximadamente 22 minutos de duração. A CBS transmitiu a quinta temporada nas noites de segunda-feira às 20:00 nos Estados Unidos. A oitava temporada completa foi lançada no DVD da região 1 em 1 de outubro de 2013.

## Sinopse
A temporada começa com Ted visitando Robin no dia do seu casamento com o Barney, o que o faz lembrar de outra história, o dia em que ele e Victoria fugiram do casamento dela para ficar juntos. O verão é narrado com todos desfrutando de seus namoros (Ted e Victoria, Barney e Quinn, Lily e Marshall e Robin e Nick) No entanto, isto ruma para o que é apelidado pelo Ted do futuro como "O Outono das separações", já que ele e Victoria se separam devido a sua amizade com Robin, Barney e Quinn se separam devido às sua incapacidades de confiar uns nos outros e Robin rompe com Nick quando ela percebe o quão estúpido ele realmente é.
Enquanto isso, Marshall e Lily tentam se acostumar com a vida de pai e mãe, o que acaba afastando o casal de seus amigos por um breve tempo. Em determinado momento, o pai de Lily, Mickey aparece e se torna babá de Marvin, o que deixa o casal com mais tempo para passar com seus amgos. O Capitão (ex-marido de Zoey, ex namorada de Ted) liga para Ted, e embora Ted se preocupe em vê-lo novamente, ele descobre que o Capitão queria oferecer um emprego como consultor de arte à Lily, relembrando que foi Lily quem indicou outra obra de arte que rendeu muito a ele. Lily aceita, feliz de finalmente realizar seu sonho de ter um emprego na indústria de arte, enquanto Marshall decide pedir para se tornar um juiz.
Após as separações, Barney e Robin se beijam após uma visita a um clube de strip, Robin se arrepende e Barney declara seus sentimentos por ela. Ela logo percebe que gosta realmente de Barney, porém ele começa um namoro com a colega de trabalho que Robin odeia, Patrice. Robin fica chateada quando descobre que Barney pretende pedir Patrice em casamento, quando então ela descobre que o "relacionamento" de Barney com Patrice foi inventado por Barney com a pretensão de Robin perceber seus verdadeiros sentimentos por ele. Então Barney pede Robin em casamento e ela diz que sim.
Marshall recebe o maior caso de sua vida, defendendo o poluído "Frog Lake". Seu ex-amigo Brad aparece enquanto Marshall saia de seu emprego, Brad finge estar pobre e desempregado. Comovido, Marshall oferece-lhe uma entrevista de emprego. Na entrevista de emprego, Brad espera todos saírem da sala para um café, e quando está a sós, rouba da sala todas as estratégias de Marshall para o caso "Frog Lake". Brad estava apenas fingindo passar por dificuldades, pois trabalha para os rivais de Marshall no caso. Marshall vence o caso, e é revelado em algum momento no futuro que Marshall vai à corte para pedir para ser um juiz. No entanto, apesar de ganhar o caso, a má publicidade faz com que a empresa de Marshall perca todos seus negócios e o trabalho de Marshall é resumido a sentar-se ao redor do escritório sem fazer nada. Quando o capitão decide se mudar para Roma, ele oferece à Lily a oportunidade de ir com ele por um ano. Depois de alguma hesitação, ela aceita com a aprovação de Marshall. No entanto, pouco antes do casamento de Barney e Robin, Marshall é informado de que foi aceita a sua candidatura para se tornar juiz. Ele não conta para Lily porque ele está de férias com sua mãe no momento, e decide contar para Lily "cara a cara".
Ted(apesar das dúvidas) começa um relacionamento com Jeannette, uma garota que ele andou depois que apareceu na capa da "New York Magazine". Em pouco tempo, ele percebe que cometeu um erro e decide terminar o último relacionamento antes de conhecer a mãe de seus filhos. Ted se sente sozinho, especialmente por que ele é agora o único do grupo de amigos que está sozinho.
Durante os preparativos do casamento, Ted e Lily discutem sobre se eles deveriam contratar um DJ (escolha de Ted) ou uma banda (a escolha de Lily). No fim, Ted cede e concorda em contratar uma banda, e essa decisão mudaria a sua vida. Com as bandas favoritas indisponíveis, Ted encontra Cindy, ex-colega de quarto da futura mãe das crianças que namorou Ted, no metrô e ela recomenda a banda da sua ex-colega de quarto para tocar no casamento de Robin e Barney. Com isso, é revelado que a mãe vai tocar baixo na banda do casamento de Barney e Robin e Ted vai encontrá-la novamente mais tarde naquela noite, na estação de trem Farhampton.
Com a aproximação do casamento, Robin sente dúvidas sobre se casar com Barney o que a faz desabafar com Ted. Isso faz com que ele perceba que ele não pode continuar perto de Barney e Robin depois que eles se casarem (já que Marshall e Lily estão indo para Roma) e decide se mudar para Chicago no dia após o casamento.
A temporada termina com todos indo para o casamento de Barney e Robin, enquanto a mãe dos filhos de Ted (interpretada por Cristin Milioti) é revelada ao público nos segundos finais da oitava temporada, quando ela compra um bilhete para Farhampton (onde ela acabará por encontrar Ted), segurando o guarda-chuva amarelo.

## Elenco e personagens
| - Josh Radnor como Ted Mosby - Jason Segel como Marshall Eriksen - Cobie Smulders como Robin Scherbatsky - Neil Patrick Harris como Barney Stinson - Alyson Hannigan como Lily Aldrin - Bob Saget (não creditado) como futuro Ted Mosby (apenas voz) - Michael Trucco como Nick Podarutti - Ashley Williams como Victoria - Ellen D. Williams como Patrice - Lyndsy Fonseca como Penny Mosby - David Henrie como Luke Mosby - Chris Elliott como Mickey Aldrin - Becki Newton como Quinn - Abby Elliott como Jeanette Peterson - Kyle MacLachlan como The Captain - Thomas Lennon como Klaus - Joe Manganiello como Brad Morris - Ray Wise como Robin Scherbatsky, Sr. - Suzie Plakson como Judy Eriksen - Marshall Manesh como Ranjit | - Geddy Lee como ele mesmo - Steven Page como ele mesmo - Rachel Bilson como Cindy - Ashley Benson como Carly Whittaker - Laura Bell Bundy como Becky - Bill Fagerbakke como Marvin Eriksen, Sr. - David Burtka como Scooter - Frances Conroy como Loretta Stinson - Alexis Denisof como Sandy Rivers - Alex Trebek como ele mesmo - James Van Der Beek como Simon Tremblay - Peter Gallagher como Professor Vinnick - Mike Tyson como ele mesmo - Seth Green como Daryl LaCourte - Joe Lo Truglio como Honeywell - Ralph Macchio como ele mesmo - William Zabka como ele mesmo - Dave Coulier como ele mesmo - k.d. lang como ela mesma - Jayma Mays como a garota da chapelaria - Keegan-Michael Key como Calvin - Casey Wilson como Krirsten - Cristin Milioti como Tracy McConnell, The Mother - Alan Thicke como ele mesmo - Jason Priestley como ele mesmo |

## Episódios
| N.º na série | N.º na temp. | Título                         | Dirigido por  | Escrito por                                       | Exibição original       | Cód. de produção | Audiência (milhões) |
| --- | ------------ | ------------------------------ | ------------- | ------------------------------------------------- | ----------------------- | ---------------- | ------------------- |
| 161 | 1            | "Farhampton"                   | Pamela Fryman | Carter Bays e Craig Thomas                        | 24 de setembro de 2012  | 8ALH01           | 8,84                |
| Ted está na estação de Farhampton e começa a contar a história do casamento de Barney e Robin com uma senhora. Robin está passando por uma crise e se pergunta que força é necessária para pular janela e fugir. Para explicar como chegou a esse ponto, Ted começa a contar os fatos de maio de 2012, Barney e Quinn haviam noivado e Ted e Victoria haviam fugido do casamento dela. Durante a fuga, Ted pergunta a Victoria se ela deixou uma nota de despedida para Klaus, seu noivo. A garota nega, mas Ted discorda de seu comportamento e a convence a corrigi-lo. Enquanto isso, Barney pede a Robin, Marshall e Lily para manter o segredo de seu relacionamento passado com Robin, sobre o qual Quinn não sabe nada, mas Marshall e Lily, inadvertidamente, revelam a ela. Quinn quer ter certeza de que Robin não sinta mais nada pelo namorado, mas ela se acalma quando vê que a garota está tendo um caso com Nick. Robin revela a Barney que ela ficou desapontada com a facilidade com que ele removeu qualquer lembrança do relacionamento deles. Barney dá a Robin uma chave de garagem na qual a garota encontra todas as memórias relacionadas ao seu relacionamento. Victoria revela a Ted que ela não tem forças para voltar para a sala e deixar o bilhete de despedida para Klaus. Ted se oferece para ajudá-la, mas, quando ele consegue acessar os quartos da noiva, ele descobre que Klaus também fugiu. Antes de deixar a área permanentemente, Ted para na estação onde Klaus está e pergunta por que ele decidiu deixar Victoria. Klaus responde que ele fez isso porque não tinha certeza de que ela era a mulher de sua vida. Voltando ao início do episódio, a futura esposa de Ted com um guarda-chuva amarelo é mostrada esperando o trem na estação de Farhampton enquanto ele está sentado no banco. |              |                                |               |                                                   |                         |                  |                     |
| 162 | 2            | "The Pre-Nup"                  | Pamela Fryman | Carter Bays e Craig Thomas                        | 1 de outubro de 2012    | 8ALH02           | 8,17                |
| No verão de 2012, todos estão namorando e vivendo felizes. O Ted do futuro revela que um dos três casais (Ted-Victoria, Barney-Quinn e Robin-Nick) não durará até o outono de 2012. Esse evento será desencadeado pelo conselho do ex-chefe Marshall do GNB, Arthur Hobbs, segundo que Barney faria melhor se sua futura esposa assinasse um acordo pré-nupcial. Quinn fica irritada com a coisa e fala sobre isso com seus amigos, enquanto Barney discute com seus amigos, alegando que é melhor definir tudo antes de se encontrar querendo mudar alguma coisa no relacionamento a posterior. À noite, os homens conversam com as companheiras e, seguindo o exemplo do amigo, decidem discutir para resolver as pequenas coisas irritantes que encontram no relacionamento do casal: Marshall censura Lily por ser uma mãe superprotetora;cópula ; Ted reclama de Victoria porque Klaus, temporariamente alojado em seu apartamento, se comporta de maneira estranha e não quer sair. Para se vingar de todas as disputas geradas pela proposta de Barney, Quinn e as meninas decidem elaborar um acordo pré-marital a ser submetido aos garotos. Quando eles percebem que não confiam um no outro, Quinn e Barney decidem se separar. O episódio termina com uma antecipação de um momento no futuro em que Arthur decide propor novamente o contrato a Barney por seu casamento iminente, mas ele se recusa e, ao encontrar com Robin, a beija. |              |                                |               |                                                   |                         |                  |                     |
| 163 | 3            | "Nannies"                      | Pamela Fryman | Chuck Tatham                                      | 8 de outubro de 2012    | 8ALH03           | 7,82                |
| Depois de deixar Quinn, Barney inventa a "Barntoberfest" completa com camisetas para comemorar seu retorno ao mundo dos solteiros. Lily e Marshall estão procurando uma babá para o pequeno Marvin, mas depois de várias conversas sobre problemas salariais, eles são forçados a desistir de uma babá perfeita e procurar outra menos cara. Robin e Ted competem para provar que o relacionamento deles é melhor que o outro. Na conversa, Nick, o namorado de Robin, é muito sensível, totalmente oposto ao personagem de Robin, enquanto Ted descobre que Victoria é muito bagunçada e desleixada. Enquanto isso, Barney vai para a cama, depois de abandonar velhas técnicas comprovadas, com as babás, fazendo-as acreditar que ele tem um filho recém-nascido e que a mãe deste está morta. Uma das babás que se apaixona pela decepção de Barney é aquela que Lily e Marshall escolheram. Ao fazer isso, Barney, depois que a vítima descobriu o engano, destrói a possibilidade de os dois pais contratarem o único tutor adequado. Barney tenta compensar isso, mas no final será o pai de Lily que irá tomar conta de Marvin. Robin e Ted finalmente entendem que, apesar de tudo, estão felizes com seus parceiros, o Ted do futuro diz que os dois relacionamentos não durarão mais de um mês |              |                                |               |                                                   |                         |                  |                     |
| 164 | 4            | "Who Wants to Be a Godparent?" | Pamela Fryman | Matt Kuhn                                         | 15 de outubro de 2012   | 8ALH04           | 7,93                |
| Com Mickey agora cuidando de Marvin, Marshall e Lily podem finalmente se reunir com amigos na MacLaren's. Mas depois de um brinde muito rápido, o casal sai do bar para passar algum tempo juntos na cidade. No entanto, depois de quase serem atropelados por um táxi, os dois consideram a decisão de preparar um testamento e nomear um guardião para Marvin no caso de um ou os dois morrerem. Como possibilidade, haveria Judy, a mãe de Marshall, seu irmão Marcus ou os pais de Lily, mas no final todos eles foram excluídos por um motivo ou outro. Nesse ponto, Ted, Barney e Robin se voluntariam para serem os tutores de Marvin. Então Marshall e Lily decidem realizar um game show improvisado em casa chamado "Quem quer ser um padrinho?" O objetivo é determinar qual dos três é o mais adequado para ser o padrinho de Marvin. Ted, Barney e Robin dão as respostas mais absurdas para as várias perguntas do jogo, então Marshall e Lily ficam com raiva deles e os repreendem por não entender o quão difícil é ser pai. Os três, por outro lado, os acusam de ter desinteressado completamente de seus problemas pessoais desde que se tornaram pais. Marshall e Lily, percebendo que não sabem mais nada sobre a vida de seus três amigos porque estão muito ocupados acompanhando Marvin, eles entendem que não poderiam deixar o filho nas mãos de estranhos, então vão ao bar para se reconciliar com eles, como nos velhos tempos e permanecem até o fechamento da McLaren. Todos vão acordar juntos de manhã, no apartamento de Marshall e Lily, ouvindo os gritos de Marvin; então Ted e Robin cuidam da criança, deixando que os pais voltem a descansar e depois escolhem os três amigos como guardiões legais da criança. |              |                                |               |                                                   |                         |                  |                     |
| 165 | 5            | "The Autumn of Break-Ups"      | Pamela Fryman | Kourtney Kang                                     | 5 de novembro de 2012   | 8ALH06           | 7,22                |
| Barney depois de mais uma noite na empresa, ele percebe um cachorro o seguindo. Ele o chama de "Brover" e o usa para conquistar as mulheres no bar. No entanto, Robin mostra preocupação por Barney e pede a Nick para convidá-lo para jantar. Nick, que acaba sendo um anfitrião de cozinha em um canal local, aceita e prepara uma refeição. Então Barney e um Brover de terno vão para a casa de Nick. No entanto, Barney recebe uma ligação: o verdadeiro dono de Brover voltou e quer o cachorro de volta. Barney, estando emocionalmente apegado ao cachorro, está desesperado, então Robin se oferece para acompanhá-lo para levar o cachorro de volta. Enquanto isso, Victoria, de fato, com referências e ações estranhas, faz Ted entender, também graças a Marshall e Lily, que ela quer levar seu relacionamento a um nível superior. Em resposta, Ted pede que ela se case com ele. Ela aceita apenas uma condição: terá que romper sua amizade com Robin, porque ainda é o obstáculo para um futuro juntos. Enquanto Lily discorda, ela entende os motivos de Victoria. No MacLaren, Ted diz a Victoria que não há chance de ele voltar com Robin, mas ela já se tornou uma parte importante de sua vida. Ela relutantemente termina com Ted, que, por sua vez, pede a Marshall e Lily para manter em segredo a verdade sobre o papel indireto de Robin na separação. O Ted do futuro revela que claramente a mulher descobrirá mais tarde. |              |                                |               |                                                   |                         |                  |                     |
| 166 | 6            | "Splitsville"                  | Pamela Fryman | Stephen Lloyd                                     | 12 de novembro de 2012  | 8ALH05           | 7,95                |
| Devido a uma ruptura muscular depois de uma partida de basquete, Nick não faz mais sexo com Robin e os dois começam a conversar mais. Robin descobre que Nick é um idiota e pensa em deixá-lo. Robin tenta terminar com Nick, mas a atração física que ela sente por ele a impede de fazê-lo. Eventualmente, Barney intervém dizendo a Nick que Robin o deixaria porque ele está apaixonado por ela, e Robin governa o jogo para terminar sua história. Mais tarde, porém, duvidosa sobre a falsidade das palavras de Barney, ela receberá a resposta de que essas eram apenas mentiras para ajudá-la. Marshall e Lily não conseguem ter um momento de intimidade após o nascimento de Marvin, pois toda vez que eles se aproximam, o bebê começa a chorar. Ted então decide levar Marvin ao parque para permitir que os dois tenham tempo para eles. |              |                                |               |                                                   |                         |                  |                     |
| 167 | 7            | "The Stamp Tramp"              | Pamela Fryman | Tami Sagher                                       | 19 de novembro de 2012  | 8ALH07           | 7,45                |
| Depois que Quinn voltou ao trabalho no Lusty Leopard, Barney sente a necessidade de trocar de clube de strip e pede a ajuda de Robin para encontrar um adequado. Enquanto isso, Marshall, depois de se encontrar com seu velho amigo Brad em frente ao escritório de advocacia para o qual trabalha e vendo as condições lamentáveis em que ele é reduzido, decide tentar contratá-lo, em virtude de seu hábito de confiar nas pessoas. Ted procura evidências nas antigas fitas da faculdade que aprovaram alguma coisa, enquanto Robin acaba sendo subornada por um dos clubes de strip-tease, o que faz com que Barney decida continuar sua busca sozinho. Marshall, depois que a entrevista de Brad falha, é demitido da equipe pelo processo contra a Gruber Pharmaceutical e consegue retornar apenas depois de um longo esforço para voltar às graças do chefe, mas depois descobre que Brad trabalha para a empresa farmacêutica e que ele fingiu estar com problemas para ser capaz de descobrir seus planos para a caso. A busca de Ted termina com a crença de que ele não era um garoto como ele acreditava, mas ele descobre uma coisa que gira a seu favor: foi ele quem convenceu Marshall de que Lily era a mulher certa para ele, dando sua aprovação a esse relacionamento. Barney anuncia o novo clube de strip que ele se tornará cliente e inaugura sua primeira vez lá com Robin, mas no final da noite, enquanto andam na rua, ele a beija. Robin, confusa, o rejeita dizendo que eles não podem fazer isso; depois foge, deixando-o lá. |              |                                |               |                                                   |                         |                  |                     |
| 168 | 8            | "Twelve Horny Women"           | Pamela Fryman | Eric Falconer e Romanski                          | 26 de novembro de 2012  | 8ALH08           | 8,73                |
| Marshall está diante do Comitê Judiciário do Tribunal de Nova York, onde começa a contar os fatos do julgamento contra a Gruber Pharmaceutical pela poluição do lago Frog, onde estava contra seu velho amigo Brad. Enquanto isso, Barney e Robin fingem que o beijo nunca aconteceu. Todos foram ao tribunal para apoiar Marshall e lá começaram a competir em quem era mais "desonesto" quando criança. Durante o julgamento, Brad, usando seu charme, consegue trazer o júri inteiramente feminino e o juiz ao seu lado. Como última defesa, Marshall leva ao tribunal um pequeno patinho tratado por uma dermatite aguda causada por águas poluídas, mas Brad frustra seu esforço ao apresentar um vídeo que o retrata nadando no lago. Nos estágios finais do julgamento, no entanto, Marshall, sem nenhuma carta para jogar, ele percebe Brad se coçando então Marshall pede ao juiz para que Brad tire a camisa, que revela os sinais de dermatite. O veredicto é a seu favor, no entanto, os danos que Marshall esperava de US $ 25 milhões são reduzidos para apenas US $ 25.000, pois o juiz não tinha a intenção de arruinar a Gruber Pharmaceutical por causar "alguma inflamação em um pássaro". Marshall se sente deprimido, percebendo que, na realidade, uma boa ação não gerou outras pessoas como ele pensava; algumas noites depois, no entanto, Brad se junta a ele no bar, que lhe diz que, graças a ele, redescobriu o desejo de ajudar os mais fracos e deixou seu escritório de advocacia para trabalhar no escritório de Marshall. Quando acrescenta que eram pessoas honestas, como Marshall, que deveriam estar sentadas atrás da mesa do juiz para tomar decisões, descobrimos o porquê de estar diante do Comitê Judiciário: pedir que o considerem para a nomeação do juiz. Enquanto isso, Barney, sozinho no bar com Robin, diz a ela que ele quer que as coisas voltem a ser como eram antes e, por esse motivo, ele não tentará mais conquistá-la. Mas quando ela vai ao balcão para pegar bebidas, Robin muda de expressão e faz um "Ah!", como se tivesse percebido alguma coisa. |              |                                |               |                                                   |                         |                  |                     |
| 169 | 9            | "Lobster Crawl"                | Pamela Fryman | Barbara Adler                                     | 3 de dezembro de 2012   | 8ALH09           | 8,26                |
| Mickey está resfriado e Ted se oferece para cuidar de Marvin. No tempo que passam juntos, o bebê engatinha pela primeira vez e Lily fica muito triste por não ter participado desse evento. Marshall tenta tranquilizá-la dizendo que eles vão assistir às primeiras vezes do filho, mas quando descobrem que Marvin já viveu muitos deles junto com Ted, os dois o despedem. Enquanto isso, Barney, depois de derrubar ketchup em sua gravata, começa a pensar em um modelo de babadores para homens que se encaixa nas roupas enquanto Robin, sentindo-se atraída por ele novamente, após o "discurso da "lagosta" feita por Lily, percebe que assim como para o crustáceo que ela provou depois de saber que não podia mais comer, pois era alérgico, a única maneira de se livrar de sua obsessão por Barney é ir para a cama uma última vez. Ela então faz várias tentativas para seduzi-lo, mas nenhuma dá certo e Barney termina a noite saindo com um colega de Robin, Brandi. Na noite seguinte, no entanto, Barney relata que ele não concluiu nada com ela, percebendo que o rompimento com Quinn o desestabilizou a ponto de não permitir que ele soubesse mais o que ele realmente quer da vida. Robin admite que talvez ela deva deixar Barney algum tempo para si mesmo, mas depois ela aparece na frente da casa dele com apenas um casaco e roupas íntimas, e acaba descobrindo que Barney está saindo com Patrice, a colega que Robin detesta. Marshall e Lily, percebendo que o apego de Ted a Marvin se devia ao fato de ele não ter mais nada com o que lidar após a conclusão do prédio em que trabalhara, pede desculpas por telefone e pede que ele se junte a ele na piscina onde inscreveram a criança. Lá, eles fazem Ted perceber as razões de seu comportamento e, enquanto esperam que ele tenha um filho, o ajudam a se concentrar no trabalho, do qual ele deve se orgulhar, organizando uma reunião de negócios lá à beira da piscina. No final do episódio, Ted pede desculpas a Marshall e Lily pelas "primeiras vezes" de Marvin, que ele roubou dos pais, acima de tudo, e lamentou que tenha sido ele quem trouxe o bebê pela primeira vez na frente do Papai Noel, seus amigos o tranquilizam e minimizam o que aconteceu. Mais tarde, vemos um momento no futuro em que Ted sai de casa deixando sua filha com Marshall e Lily, assim que ele sai os dois põem em prática a vingança, vestindo-a para levá-la ao Papai Noel. |              |                                |               |                                                   |                         |                  |                     |
| 170 | 10           | "The Over-Correction"          | Pamela Fryman | Craig Gerard e Matthew Zinman                     | 10 de dezembro de 2012  | 8ALH10           | 8,82                |
| Mamãe Eriksen vem a Nova York para passar o Natal com seu filho, Lily e Mickey. Judy sente o desejo de estar com um homem após a morte de seu marido Marvin e tenta obter ajuda de Lily. Lily não quer que sua sogra fique com eles, porque seu pai, Mickey, que é muito intrusivo com a garota, também mora naquela casa, e ela tenta de todas as maneiras convencer Marshall a deixar sua mãe dormir em outro lugar. Ted não quer mais emprestar seus pertences a seus amigos porque eles não os devolvem, e aponta para Robin que o motivo de Barney estar com Patrice é por causa da sobrecompensação. Robin não aceita o fato de que Barney é atraído por Patrice, então secretamente, usando uma furadeira de Ted, ela consegue entrar furtivamente na casa de Barney para conseguir o Playbook. Mas Barney entra em casa e ela se esconde no guarda-roupa, onde fica lá por um longo tempo. Enquanto isso, Marshall descobre Judy com Mickey estão dormindo juntos. Robin, ajudada por Ted, consegue sair momentaneamente do guarda-roupa e encontra o Playbook. Robin, vendo Barney retornando, se esconde mais uma vez no armário, onde vê as botas vermelhas de caubói de Ted; ela liga para ele e pede que pegue a bolsa que resta na sala de estar. Então Ted entra no apartamento de Barney, pega a bolsa e se esconde no armário da cozinha, porque ele viu Barney. Robin deixa o Playbook na cama e vê Lily presa no outro armário, porque ela veio à casa de Barney para tirar o leite, ficando sozinha. Patrice vê o livro e fica chocada com ele. Ela e Barney vão brigar no terraço e os outros garotos se aproveitam disso para escapar, mas as brigas retornam à casa, os outros se escondem no armário e veem que Barney queima o livro na lixeira de Ted; gradualmente todos eles saem. Lily volta para sua casa e Marshall diz que seu pai tem um relacionamento sexual com sua mãe. Robin acha que Barney precisa de uma intervenção, mas os outros três organizam uma intervenção para Robin. |              |                                |               |                                                   |                         |                  |                     |
| 171 172 | 11 12        | "The Final Page"               | Pamela Fryman | Dan Gregor e Doug Mand Carter Bays e Craig Thomas | 17 de dezembro de 2012  | 8ALH11 8ALH12    | 8,70                |
| Depois de tantos anos, a má sorte passa novamente para Barney, que só pode se livrar dela quando alguém dos outros, que estava presente quando o anátema foi lançado, pronunciar seu nome; Enquanto isso, Barney é forçado a permanecer em silêncio. O arranha-céu projetado por Ted está prestes a ser inaugurado, então Ted decide convidar seu ex-professor Vinick para o evento, que anos antes lhe dissera que ele nunca seria capaz de se tornar um arquiteto. O professor, no entanto, recusa o convite, acrescentando que não conhece nenhum Ted Mosby. Então Ted decide se encontrar com o professor no antigo campus e parte para Weslyan acompanhado por Lily, Marshall e Barney. Quando eles chegam ao campus, Marshall e Lily encontram Daryl, um antigo colega de classe que tenta evitar desde então. Daryl convida Marshall, Lily e Barney em sua casa para lhe mostrar algo: um cheque de US $ 100.000 que ele lhes entrega porque usou uma velha ideia para criar um negócio de sucesso. Marshall e Lily, no entanto, temem que ele queira matá-los, então Daryl rasga o cheque e decide não dar nada a eles. Ted entra na aula do professor Vinick, com a ideia de vingança, mas é fascinado pelas ideias e lições do professor. No final da lição, ele mostra a Vinick o projeto de seu arranha-céu, mas mais uma vez o professor fica com nojo e repete que ele nunca pode se tornar um arquiteto, por isso decide trazer um modelo tridimensional de seu trabalho. O grupo falam sobre o fato de que cada pessoa tem uma pessoa que gostaria de jogar um poço: para Ted, essa pessoa é o professor Vinick; para Robin, ela é sua colega e a namorada de Barney, Patrice. Robin é instruída a escolher alguns colegas para demitir e escolhe sua "inimiga", mas quando Patrice pergunta a ela os reais motivos da demissão, Robin confessa ter tentado algo para Barney. Barney se livra da má sorte passando para Ted e forçando-o a não revelar a ninguém que ele pretende pedir a Patrice que se case com ele na noite da inauguração de seu arranha-céu. Chegou o dia de abertura da Torre GNB: Barney não estará presente à noite porque ele a dedicará a pedir a Patrice em casamento, Marshall e Lily sairão da festa em breve para aproveitar suas primeiras 24 horas fora de casa sem o pequeno Marvin. De fato, Marshall e Lily percebem que não conseguem se afastar do bebê. Ted teria a oportunidade de dizer a Robin onde Barney irá hoje à noite, mas ele não o faz, na verdade, ele pede que Robin seja sua companhia para a noite. Arrependido de não tê-los revelado sobre Barney e Patrice, Ted liga para Marshall e fala com ele, confidenciando que uma pequena parte dele ainda espera poder voltar com Robin. Marshall o convence a não lhe revelar o plano de Barney, porque ele também acredita firmemente que seu amigo não deve desistir de Robin. Ted não pode guardar o segredo e o confidencia a Robin, que responde, no entanto, que não irá correr mais atrás de Barney. Ted não a ouve e a leva para a sede da World Wide News, onde Barney pedirá a mão de Patrice. Uma vez no telhado do prédio (o local planejado para o pedido de casamento), Robin encontra uma folha no chão (a última página do Playbook, intitulada "The Robin"), na qual Barney ilustra a estratégia que ele implementou para conquistar Robin e conduzi-la até lá, naquele exato momento: ele revela a ela que não está noivo de Patrice, que o ajudou a implementar seu plano de fazer Robin entender que ele está apaixonado por ela; Barney chega e, em uma atmosfera altamente romântica, ajoelha-se e mostra a ela o anel e a pede em casamento, Robin aceita. |              |                                |               |                                                   |                         |                  |                     |
| 173 | 13           | "Band or DJ?"                  | Pamela Fryman | Carter Bays e Craig Thomas                        | 14 de janeiro de 2013   | 8ALH13           | 10,51               |
| Os dois futuros cônjuges devem começar a planejar o casamento. Ted se ofereceu para ajudar Robin na organização, mas Lily também queria ser a organizadora do evento. Robin quer que Barney peça permissão ao pai para se casar com ela, então ela organiza uma reunião de almoço entre os dois onde o pai nega a mão da filha para Barney. Mas, quando Robin descobre que seu pai se casou com outra mulher sem notificá-la, ela diz que não precisa do consentimento dele para se casar com Barney e que os dois já estão noivos. Ted admite com Lily que as notícias do noivado de Barney e Robin o destruíram e que Robin deveria estar com ele, não com Barney. Lily confia em Ted que às vezes ela gostaria de não ser mãe e perseguir seus sonhos, e diz que, para o bem das pessoas que amam os dois, elas devem se render e resistir. Eventualmente, Barney consegue fazer com que Robin encontre seu pai novamente, que pede desculpas por não ter contado a ela sobre seu casamento e aceitou o pedido da filha de comparecer ao casamento como um "pai normal". No final, Robin escolhe contratar um DJ, mas o Ted do futuro antecipa que, no último momento, o DJ não estará presente no casamento. Ted se encontra com Cindy e sua parceira no metrô uma semana antes do grande dia de Barney e Robin, ele aceita a sugestão de ligar para a banda onde a ex-colega de quarto de Cindy toca e, graças a isso, conhecerá a mulher que se tornará a futura esposa. |              |                                |               |                                                   |                         |                  |                     |
| 174 | 14           | "Ring Up!"                     | Pamela Fryman | Jennifer Hendriks                                 | 21 de janeiro de 2013   | 8ALH14           | 10,07               |
| Ted sai com uma garota mais jovem animada por homens mais velhos e Barney, que está "desintoxicando" das histórias de uma noite, tenta convencê-lo a ir para a cama em seu nome. Enquanto isso, Marshall usa um bracelete de couro e se veste como um garoto mau, porque isso excita Lily, enquanto Robin, reclamando que ela não pode mais receber as coisas como antes, descobre que o anel de noivado é o culpado. Ted consegue dormir com a garota, mas quando ele mostra a foto dela para Barney, verifica-se que ela é sua meia-irmã. Após uma explosão inicial, Barney chama Ted para sua casa dizendo que quer fazer as pazes, mas de repente sua irmã chega e o plano de Barney é descoberto: ele quer casar ela com Ted lá em seu apartamento. Quando Ted se recusa, Barney percebe que, graças à noite que Ted passou com sua meia-irmã, ele finalmente conseguiu se desintoxicar das "histórias de um estrondo e ir embora" que agora considera insignificantes e tristes. Marshall finalmente tira a pulseira devido a uma reação alérgica grave e no bar ele e Lily conversam com Robin abatida que, apesar de ter perdido o privilégio de ser solteira, encontrou algo que vale muito mais e é isso que o anel simboliza: uma pessoa especial. |              |                                |               |                                                   |                         |                  |                     |
| 175 | 15           | "P.S. I Love You"              | Pamela Fryman | Carter Bays e Craig Thomas                        | 4 de fevereiro de 2013  | 8ALH15           | 10,30               |
| No metrô, Ted conhece uma garota lendo o mesmo livro que ele: ele tenta se aproximar dela, mas é tarde demais e a garota de repente desce até a parada. Ted gostaria de encontrá-la novamente, mas os amigos Marshall e Lily o aconselham pelo contrário, porque acreditam que é errado forçar o destino. Após o som do alarme de incêndio da universidade na saída, Ted encontra a garota novamente, Jeanette, que acaba sendo muito parecida com ele no "modo perseguidor". Durante uma discussão sobre o último, verifica-se que Robin era obcecado por um garoto no Canadá. Intrigado, Barney voa para Vancouver e interroga o ex de Robin para descobrir quem era o objeto de sua obsessão; na ocasião, ele descobre com Simon Tremblay a existência de um documentário sobre Robin Sparkles. Barney volta para casa e, junto com os amigos, vê o vídeo: durante a carreira de cantora de Robin, após seu período "pop" como Robin Sparkles, ela se transformou em uma grunger, Robin Daggers, isso por causa de sua obsessão por um homem misterioso. Barney acha que é Alan Thicke, mas depois de ser derrotado por este, Robin confessa que estava realmente obcecado por Paul Shaffer. Enquanto isso, Ted descobre que foi Jeanette quem acionou o alarme, enquanto Lily confessa a Marshall que o encontro não foi exatamente "destino". Ted pede a Jeanette explicações sobre o incêndio, e a garota confessa que o acompanha há um ano e meio, mas Ted não se importa com isso porque ele gosta demais da garota. Finalmente, o futuro Ted nos diz que Jeanette foi o último erro antes de conhecer sua esposa. |              |                                |               |                                                   |                         |                  |                     |
| 176 | 16           | "Bad Crazy"                    | Pamela Fryman | Carter Bays e Craig Thomas                        | 11 de fevereiro de 2013 | 8ALH16           | 8,98                |
| Enquanto na casa de Lily e Marshall, Ted conta uma das outras ações malucas de Jannette, mas a intervenção de Barney empurra Ted a entender que seus amigos querem que ele permaneça solteiro. Ted sente que ele deve deixá-la graças à intervenção de Barney e tentará fazê-lo em um local público. Ted deixa Marshall e Barney jogando videogame em seu apartamento, recomendando que eles não deixem Jannette entrar na casa por qualquer motivo, mas eles ignoram o que ele disse e a garota destrói o quarto de Ted. Com a intenção de chamar a polícia, eles entendem que ela é uma agente e a deixam sozinha na sala. Enquanto isso, Lily e Robin foram almoçar, mas Lily esquece a chupeta e deixa Marvin nas mãos de Robin que, inexperiente com as crianças, ela recebe ajuda de Mike Tyson, que o pega e o leva a um clube de strip. Robin contará a verdade a Lily vários anos depois, adicionando novos detalhes de ano para ano. Na casa de Ted, Barney e Marshall o convencem a deixá-la permanentemente, mas quando ele entra, armado e cheio de proteções, eles têm uma relação sexual e cai, depois de cinco minutos, da escada. Lily diz a ele que ele não deveria deixá-la, porque ele precisa dela agora e Ted volta novamente e faz sexo novamente. Enquanto isso, Robin finalmente consegue segurar Marvin em seus braços sem ficar aterrorizada e, enquanto na casa de Marshall, Marvin adormece nos braços de Robin, Lily vê Robin ainda acordada às 3 da manhã e pergunta se ela deseja ir para casa, já que é tarde. Robin diz que não, mas, quando Lily se afasta, Marvin suja a fralda e Robin a chama. |              |                                |               |                                                   |                         |                  |                     |
| 177 | 17           | "The Ashtray"                  | Pamela Fryman | Carter Bays e Craig Thomas                        | 18 de fevereiro de 2013 | 8ALH18           | 8,85                |
| Ted percebe que tem uma mensagem de voz e descobre que o Capitão quer saber o número de telefone de Robin. Ted conta a Barney e Marshall sobre seu último encontro com o capitão, em uma exposição de arte com Lily e Robin, e lembra que o capitão queria matá-lo com um arpão. Ted então pergunta a Barney se ele pode lhe dar o número dela e ele responde que sim. No bar, Robin fica com raiva e conta como foram as coisas de acordo com ela. De fato, Ted havia feito um "sanduíche" antes da exposição. Segundo Robin, o capitão havia tentado ficar com ela. Robin então liga para o capitão e encontra um mal-entendido: ele procura Lily, que conta como a história realmente foi, pois Robin estava bêbada. Lily demonstrou interesse em uma pintura que, segundo o capitão, era de pouco valor e a ofendeu, dizendo que ela era "apenas uma professora de jardim de infância". Lily aborrece Marshall dizendo que ela roubou o cinzeiro do capitão (isso é justiça, segundo Lily, aplicada a crianças do jardim de infância: você é ruim, eu tiro um brinquedo). Robin, Barney e Ted retornam ao bar para deixá-los falar. Marshall e Lily continuam brigando até que Lily esvazie o saco e diz a Marshall que percebeu que não havia usado bem seus estudos e que desistiu de seu sonho de trabalhar nas artes. Marshall a consola e, eventualmente, Lily decide deixá-lo em paz. Ele volta ao apartamento do capitão para devolver o cinzeiro, mas este não percebeu que havia sido roubado. O motivo da ligação foi que o capitão havia comprado a pintura recomendada por Lily naquela noite e que em um ano e meio atingira um valor de quatro milhões de dólares. Então ele pede que ela se torne sua nova consultora de arte e ela aceita. |              |                                |               |                                                   |                         |                  |                     |
| 178 | 18           | "Weekend at Barney's"          | Pamela Fryman | George Sloan                                      | 25 de fevereiro de 2013 | 8ALH17           | 8,59                |
| Marshall acompanha Lily até a inauguração de uma exposição de arte muito importante para seu novo trabalho. Barney ajuda Ted a tentar pegar uma nova garota usando uma cópia oculta de seu Playbook. Robin descobre que seu namorado mentiu para ela, escondendo que ele tinha uma cópia do livro com todas as suas táticas, mas Barney consegue recuperar sua confiança. Durante a discussão dos dois, Jannette volta para recuperar Ted e, em seu apartamento, descobre o Playbook deixado por Barney no sofá. Ela vira a casa de cabeça para baixo, jogando tudo pela janela. Ted se encontra com seus amigos do lado de fora da casa e, depois que Jeanette explode o Playbook, decide que chegou a hora de acabar com os namoros. O Ted do futuro lembra que Jeanette foi a última história antes de conhecer a mãe de seus filhos. |              |                                |               |                                                   |                         |                  |                     |
| 179 | 19           | "The Fortress"                 | Michael Shea  | Stephen Lloyd                                     | 18 de março de 2013     | 8ALH20           | 7,44                |
| Robin tenta convencer Barney a vender seu apartamento e encontrar outro para morar depois que eles se casarem. Robin organiza uma visita a portas abertas, onde clientes em potencial descobrem todos os dispositivos inventados por Barney para se livrar das garotas. Enquanto isso, Lily está tão ocupada com seu novo trabalho como consultora de arte do capitão que Marshall e Ted fingem ser um casal gay durante a venda do apartamento de Barney. Eventualmente, Lily percebe que estava errada ao negligenciar Marshall por muito tempo e consegue deixar seu trabalho de lado por uma noite. Depois de encontrar um casal interessado em comprar o apartamento de Barney, Robin decide fazê-los fugir depois de ouvir seus insultos contra as engenhosas invenções de seu namorado. |              |                                |               |                                                   |                         |                  |                     |
| 180 | 20           | "The Time Travelers"           | Pamela Fryman | Carter Bays e Craig Thomas                        | 25 de março de 2013     | 8ALH19           | 6,99                |
| Barney tem dois ingressos para "Robot versus Wrestler - The Legend" para compartilhar com Ted, mas Ted não parece disposto a ir junto com ele. Ted, no entanto, tem que lidar com a teimosia de Barney que, para convencer seu amigo, faz Ted imaginar algumas projeções dos dois no futuro. Enquanto isso, Marshall descobre que Robin assumiu o crédito por um coquetel que ele inventou e eles se envolve em uma batalha sem restrições. Ted vê a garota da chapelaria que ele conheceu sete anos antes, ansioso ele decide ir falar com ela, mas antes de fazê-lo, algumas projeções da garota, vindas do futuro, dizem para ele não fazer isso, porque o relacionamento futuro que existiria entre eles terminaria mal, Ted pensa que todos os seus relacionamentos nunca foram bem-sucedidos; naquele instante, ele percebe que tudo o que aconteceu no decorrer da noite foi, na realidade, apenas o fruto de sua imaginação. Nenhum de seus amigos foi à reunião "Robot vs. Wrestler" porque Lily e Marshall haviam ficado em casa com Marvin, enquanto Robin e Barney estavam planejando o local onde a recepção do casamento aconteceria: em sua imaginação, Barney aponta para Ted quem estava completamente sozinho. O futuro Ted lembra que, se pudesse, naquela noite iria à sua futura esposa lhe dizer que quarenta e cinco dias depois os dois se encontrariam e que viveriam uma vida cheia de felicidade e amor juntos. |              |                                |               |                                                   |                         |                  |                     |
| 181 | 21           | "Romeward Bound"               | Pamela Fryman | Chuck Tatham                                      | 15 de abril de 2013     | 8ALH22           | 6,58                |
| O capitão pede que Lily se mude para Roma por um ano para atuar como consultora artística, mas Lily teme que Marshall não queira abandonar seu emprego, enquanto Ted e Barney ficam obcecados por uma garota que praticou ioga com Ted e que esconde um corpo extraordinário sob um casaco sem forma. Acontece que essa garota foi contratada por Robin para organizar o casamento. Ted aponta para Barney que esse comportamento não corresponde ao de um homem que está se casando, mas Barney encerra a conversa, irritado, fazendo Ted entender que ele não tem mais o direito de lhe dar conselhos sobre Robin. Marshall está realmente animado para se mudar para o exterior, já que seu escritório de advocacia está sem clientes há algum tempo, mas Lily quer recusar porque tem muito medo de falhar. |              |                                |               |                                                   |                         |                  |                     |
| 182 | 22           | "The Bro Mitzvah"              | Pamela Fryman | Chris Harris                                      | 29 de abril de 2013     | 8ALH21           | 7,06                |
| Robin e Barney têm que sair para jantar com a mãe de Barney, mas saindo de casa com US $ 5.000 no bolso para pagar o depósito do bufê de casamento, Barney é sequestrado por Ted e Marshall para sua surpresa na despedida de solteiro. Em vez de levá-lo a Atlantic City, eles o levam a um quarto de hotel gasto, onde fazem sua interpretação do que Barney acreditaria ser indispensável para o sucesso do evento. Assim, o "medo por suas próprias vidas" se torna a visão de uma verdade desconfortável e o "entretenimento louco" se manifesta pela visita de palhaços inflando os balões. Lily consegue trazer Ralph Macchio para a festa como Karate Kid, mas é mais uma decepção, porque para Barney o verdadeiro herói do filme é William Zabka. Finalmente, vem a muito cobiçada stripper, que por acaso é Quinn, exatamente a ex com quem ele estava prestes a se casar. A noite parece estar muito ruim, então todos decidem voltar à cidade. Enquanto isso, Robin está sozinha para jantar com a mãe de Barney e a noite está ficando um pouco embaraçosa. Barney leva todos a Atlantic City, onde ele está determinado a jogar seus cinco mil dólares. Além de perder seu dinheiro, ele se endivida por outros oitenta mil dólares com bandidos chineses que mantêm Marshall como garantia. Todos (exceto Marshall) finalmente retornam a Nova York, onde está Robin que, depois do jantar com a futura sogra, espera impaciente e vendo que entre os participantes da festa está Quinn ela fica com muita raiva e joga o anel de noivado nele. No entanto, acontece que a noite inteira foi especialmente organizada nos mínimos detalhes por Robin para fazer Barney passar a noite mais terrível, de modo que foi realmente inesquecível. Uma vez em casa, estão todos esperando que ela revele o plano e comemore juntos. Até o palhaço aparentemente insuspeito acaba sendo realmente William Zabka, seu verdadeiro ídolo do Karate Kid! |              |                                |               |                                                   |                         |                  |                     |
| 183 | 23           | "Something Old"                | Pamela Fryman | Carter Bays e Craig Thomas                        | 6 de maio de 2013       | 8ALH23           | 6,99                |
| Em 1994, Robin e seu pai visitaram Nova York e, enquanto estavam no Central Park, Robin enterra um medalhão com a intenção de voltar para lá antes de seu futuro casamento, para que ele pudesse usá-lo como "algo velho". Visitando o parque novamente com o pai em 2013, Robin pretende, portanto, desenterrar o objeto. Enquanto isso, Lily e Marshall estão se preparando para a mudança para a Itália; indecisos sobre o que levar para Roma e o que jogar fora, eles chamam Ted (que se acredita ser um especialista no setor) para ajudá-los a escolher: o amigo prova ser um obstáculo em vez de uma ajuda e, no final, Ted confessa sua preocupação de que sua amizade se deteriore durante o ano que o casal passar no exterior. Enquanto isso, Robin não consegue encontrar o medalhão então ela chama Barney para ajudá-la, em vão, e depois chama Ted, que corre para ela e ouve os seus medos sobre o casamento. Robin finalmente encontra a caixa em que colocou o medalhão, porém ela percebe que está vazia, então ela acredita que é esse sinal nefasto sobre a sua união com Barney. |              |                                |               |                                                   |                         |                  |                     |
| 184 | 24           | "Something New"                | Pamela Fryman | Carter Bays e Craig Thomas                        | 13 de maio de 2013      | 8ALH24           | 8,57                |
| Lily descobre que Marshall ainda não contou à mãe sobre sua mudança para Roma e, portanto, é forçado a partir para Minnesota para passar uma semana com sua família antes de partir para a Itália. Lily é, portanto, pela primeira vez livre de qualquer responsabilidade e decide ir ver a nova casa de Ted. No entanto, ela descobre que Ted está prestes a vender a casa para se mudar para Chicago, longe de Robin, que ele acredita que ainda ama. Robin e Barney decidem ir jantar juntos para celebrar o agora próximo casamento. Os dois, no entanto, se deparam com um casal que é tudo menos suportável e decidem se unir para acabar com o relacionamento deles, mas eles acabam fortalecendo-o tanto que os dois decidem se casar. O pedido de Marshall para se tornar um juiz foi aprovado, mas Marshall não sabe como contar a Lily. Enquanto isso, a futura esposa de Ted está prestes a comprar uma passagem de trem para Farhampton. |              |                                |               |                                                   |                         |                  |                     |

## Recepção

### Resposta da crítica
A oitava temporada de How I Met Your Mother recebeu reações geralmente mistas. O site de agregação de críticas Rotten Tomatoes informou que 40% dos críticos fizeram uma crítica positiva.  O consenso diz: "How I Met Your Mother desgasta suas boas-vindas nesta temporada, com uma revelação anticlimática e um humor rotineiro, pouco produtivo".
Alexander Lowe, do We Got This Covered, deu uma crítica negativa à temporada, dizendo: "Depois de 8 longos anos e 192 episódios de How I Met Your Mother, a futura Sra. Ted Mosby finalmente foi revelada. E foi terrivelmente anticlimático". Ele deu à temporada como um todo 5/10. Matt Roush, da TV Guide, também deu uma crítica negativa à temporada, escrevendo: "Acho difícil não abafar um bocejo.  Siga em frente, mostre e pense seriamente em encerrar as coisas nesta temporada enquanto ainda podemos nos importar."
Embora a maioria das críticas tenha sido mista, algumas foram positivas, com Donna Bowman, do The A.V. Club que dá à temporada uma nota "B"

### Audiência
| No.   | Título                       | Data                    | Rating/share | Rating/share (18–49) | Audiência (em milhões) |
| ----- | ---------------------------- | ----------------------- | ------------ | -------------------- | ---------------------- |
| 1     | Farhampton                   | 24 de setembro de 2012  | 5.4/8        | 3.6/11               | 8.84                   |
| 2     | The Pre-Nup                  | 1 de outubro de 2012    | 5.1/8        | 3.3/9                | 8.17                   |
| 3     | Nannies                      | 8 de outubro de 2012    | 5.1/8        | 3.1/9                | 7.82                   |
| 4     | Who Wants to Be a Godparent? | 15 de outubro de 2012   | 5.0/8        | 3.2/9                | 7.93                   |
| 5     | The Autumn of Break-Ups      | 5 de novembro de 2012   | 4.6/7        | 2.8/7                | 7.22                   |
| 6     | Splitsville                  | 12 de novembro de 2012  | 5.0/7        | 3.0/8                | 7.95                   |
| 7     | The Stamp Tramp              | 19 de novembro de 2012  | 5.1/8        | 2.9/8                | 7.45                   |
| 8     | Twelve Horny Women           | 26 de novembro de 2012  | 5.6/8        | 3.3/9                | 8.73                   |
| 9     | Lobster Crawl                | 3 de dezembro de 2012   | 5.3/8        | 3.1/9                | 8.26                   |
| 10    | The Over-Correction          | 10 de dezembro de 2012  | 5.7/9        | 3.2/9                | 8.82                   |
| 11/12 | The Final Page               | 17 de dezembro de 2012  | 5.4/8        | 3.4/9                | 8.70                   |
| 13    | Band or DJ?                  | 14 de janeiro de 2013   | 6.4/10       | 3.9/11               | 10.42                  |
| 14    | Ring Up!                     | 21 de janeiro de 2013   | 6.2/9        | 3.7/10               | 10.07                  |
| 15    | P.S. I Love You              | 4 de fevereiro de 2013  | 6.5/10       | 4.0/11               | 10.30                  |
| 16    | Bad Crazy                    | 11 de fevereiro de 2013 | 5.8/9        | 3.2/9                | 8.98                   |
| 17    | The Ashtray                  | 18 de fevereiro de 2013 | 5.6/8        | 3.4/10               | 8.85                   |
| 18    | Weekend at Barney's          | 25 de fevereiro de 2013 | 5.5/8        | 3.3/10               | 8.59                   |
| 19    | The Fortress                 | 18 de março de 2013     | 4.7/7        | 3.0/9                | 7.44                   |
| 20    | The Time Travelers           | 25 de março de 2013     | 3.8/6        | 2.7/8                | 6.99                   |
| 21    | Romeward Bound               | 15 de abril de 2013     | 4.3/7        | 2.7/8                | 6.58                   |
| 22    | The Bro Mitzvah              | 29 de abril de 2013     | 4.4/7        | 2.7/9                | 7.06                   |
| 23    | Something Old                | 6 de maio de 2013       | 4.4/7        | 2.6/8                | 6.99                   |
| 24    | Something New                | 13 de maio de 2013      | 4.4/7        | 3.4/11               | 8.57                   |

## Lançamento em DVD
| How I Met Your Mother - The Complete Season 8. The Yellow Umbrella Edition                               | | | | | | | | |
| Detalhes do conjunto                                                                                     | Detalhes do conjunto                                                                                     | Detalhes do conjunto                                                                                     | Detalhes do conjunto                                                                                     | Características especiais | Características especiais | Características especiais | Características especiais | Características especiais |
| - 24 Episódios - 3 Discos - Inglês (Dolby Digital 5.1 Surround) - Legendas em inglês, espanhol e francês | - 24 Episódios - 3 Discos - Inglês (Dolby Digital 5.1 Surround) - Legendas em inglês, espanhol e francês | - 24 Episódios - 3 Discos - Inglês (Dolby Digital 5.1 Surround) - Legendas em inglês, espanhol e francês | - 24 Episódios - 3 Discos - Inglês (Dolby Digital 5.1 Surround) - Legendas em inglês, espanhol e francês | - cenas deletadas - comentário do episódio "Farmhampton" - comentário do episódio "The Final Page" - videoclipe de "PS I Love You" - making of de "PS I Love You" - Set Tour com Josh Radnor - a gag reel. | - cenas deletadas - comentário do episódio "Farmhampton" - comentário do episódio "The Final Page" - videoclipe de "PS I Love You" - making of de "PS I Love You" - Set Tour com Josh Radnor - a gag reel. | - cenas deletadas - comentário do episódio "Farmhampton" - comentário do episódio "The Final Page" - videoclipe de "PS I Love You" - making of de "PS I Love You" - Set Tour com Josh Radnor - a gag reel. | - cenas deletadas - comentário do episódio "Farmhampton" - comentário do episódio "The Final Page" - videoclipe de "PS I Love You" - making of de "PS I Love You" - Set Tour com Josh Radnor - a gag reel. | - cenas deletadas - comentário do episódio "Farmhampton" - comentário do episódio "The Final Page" - videoclipe de "PS I Love You" - making of de "PS I Love You" - Set Tour com Josh Radnor - a gag reel. |
| Data de lançamento                                                                                       | | | | | | | | |
| Região 1                                                                                                 | Região 1                                                                                                 | Região 1                                                                                                 | Região 2                                                                                                 | Região 2 | Região 2 | Região 4 | Região 4 | Região 4 |
| 1 de outubro de 2013                                                                                     | 1 de outubro de 2013                                                                                     | 1 de outubro de 2013                                                                                     | 30 de setembro de 2013                                                                                   | 30 de setembro de 2013 | 30 de setembro de 2013 | 9 de novembro de 2013 | 9 de novembro de 2013 | 9 de novembro de 2013 |